# Ulf Eliasson
Ulf Magnus Eliasson, född 19 februari 1967 på Hönö, död 26 juni 2016 i Kärrdalen, var en svensk botaniker och sångare som var stadsträdgårdsmästare i Kungälv. Eliasson var en auktor inom botanisk taxonomi, och namnet förkortas då U.M. Eliasson.

## Botanik

### Kaktusexpert
Eliasson var expert på kaktusar. Som tonåring skapade han med hjälp av internationella kontakter en samling bladkaktusar på Göteborgs botaniska trädgård. Eliasson satt sedan i redaktionen för Nordisk Kaktus Selskabs tidskrift Kaktus. Han var auktor för två amerikanska kaktusarter i släktet Weberocereus.

### Stadsträdgårdsmästare
Som stadsträdgårdsmästare i Kungälv designade han tillsammans med Lissie Andersson den prisnominerade Strandparken längs Nordre älv. Parken har 70 olika sorters höstflox som Eliasson själv odlade fram.

### Galleri

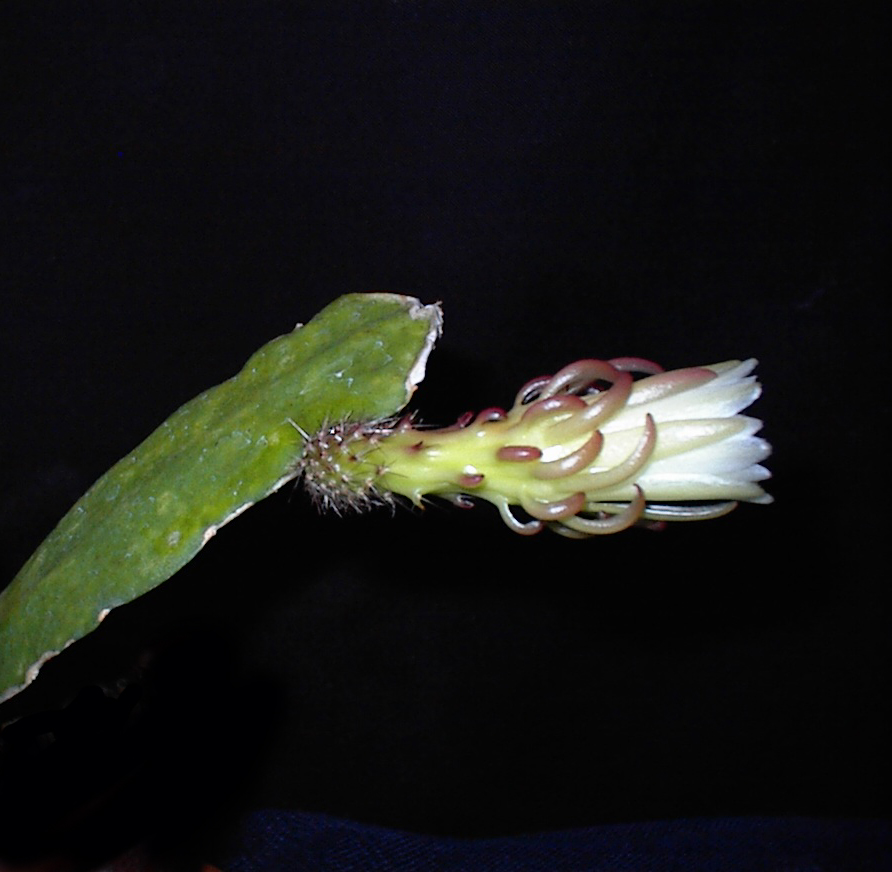
Kaktusväxten Weberocereus rosei.
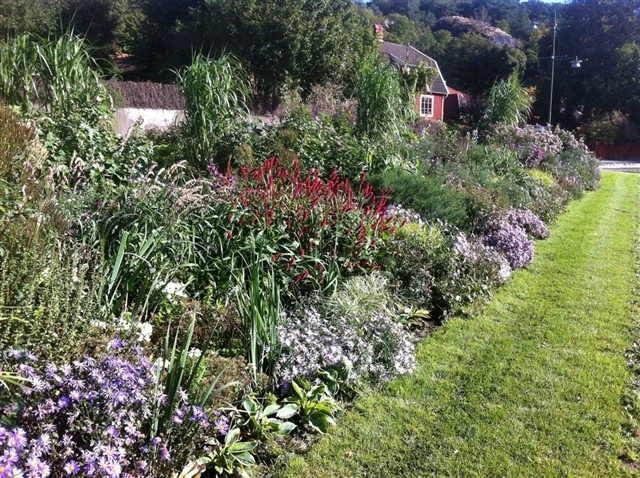
Strandparken i Kungälv, 2016.

## Diskografi
- I centrum av ett pulsslag (1997)[8]